# Varanus rosenbergi
Espèce
Synonymes
- Varanus gouldii rosenbergi Mertens, 1957

Statut de conservation UICN

 LC  : Préoccupation mineure
Statut CITES
Le Varan de Rosenberg (Varanus rosenbergi), est une espèce de sauriens de la famille des Varanidae.

## Répartition
Cette espèce est endémique d'Australie. Elle se rencontre en Nouvelle-Galles du Sud, dans le sud-ouest du Victoria, en Australie-Méridionale et dans le sud de l'Australie-Occidentale.

## Étymologie
Cette espèce est nommée en l'honneur d'Hermann von Rosenberg.

## Publication originale
- Mertens, 1957 : Ein neuer melanistischer Waran aus dem südlichen Australien. (V. gouldii rosenbergi, subsp. nov.). Zoologischer Anzeiger, vol. 159, p. 17-20.